# Sanguisorba annua
Sanguisorba annua är en rosväxtart som först beskrevs av Thomas Nuttall och William Jackson Hooker, och fick sitt nu gällande namn av John Torrey och Gray. Sanguisorba annua ingår i släktet storpimpineller, och familjen rosväxter. Inga underarter finns listade i Catalogue of Life.

## Bildgalleri

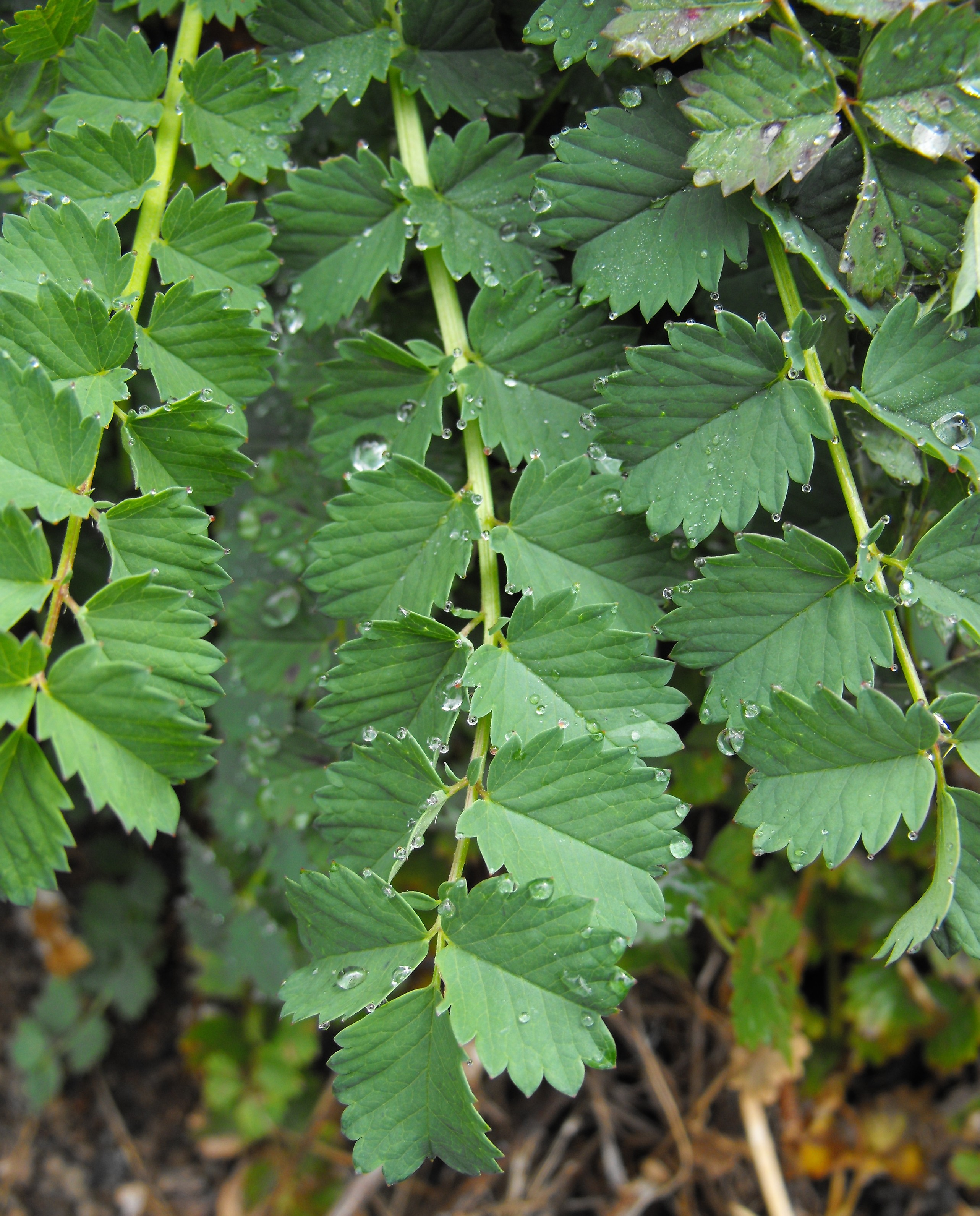